# Clinodiplosis cattleyae
Clinodiplosis cattleyae är en tvåvingeart som beskrevs av Ephraim Porter Felt 1908. Clinodiplosis cattleyae ingår i släktet Clinodiplosis och familjen gallmyggor. Inga underarter finns listade i Catalogue of Life.